# Howard Levy
Howard Levy (ur. 31 lipca 1951 w Nowym Jorku) – amerykański muzyk specjalizujący się w grze na harmonijce diatonicznej, nauczyciel gry na harmonijce i właściciel wytwórni płytowej Balkan Samba Records.
Studiował grę na instrumentach klawiszowych oraz teorię muzyki na The Manhattan School of Music w Nowym Jorku przez cztery lata oraz grę na organach z Carlem Lambertem przez kolejne dwa lata.

## Wyróżnienia
- zwycięzca Grammy w 1997
- laureat nagrody Josepha Jeffersona w 1986

źródło: